# Wachovia
Wachovia (ex simbolo alla NYSE WB) era una azienda di servizi finanziari con sede a Charlotte (USA) nata il 16 giugno 1879. Prima della sua acquisizione da parte di Wells Fargo and Company nel 2008, Wachovia era la quarta più grande banca negli Stati Uniti basata su asset. Wachovia forniva un'ampia scelta di
gestione dei beni (asset management) e della ricchezza (Wealth management), e prodotti e servizi di investimento. Operava in 21 stati statunitensi.
L'acquisizione di Wachovia da parte di Wells Fargo fu completata il 31 dicembre 2008 dopo che il governo ne forzò la vendita per evitare il fallimento di Wachovia. Il marchio fu assorbito dal marchio Wells Fargo brand in un processo durato 3 anni:.